# Голлерн-Твіленфлет
Голлерн-Твіленфлет (нім. Hollern-Twielenfleth) — громада в Німеччині, розташована в землі Нижня Саксонія. Входить до складу району Штаде. Складова частина об'єднання громад Люге.
Площа — 20,46 км2. Населення становить 3404 ос. (станом на 31 грудня 2021).